# Коршунов, Сергей (футболист, 1992)
Сергей Коршунов (Корсунов) (эст. Sergei Koršunov; фин. Sergei Korsunov; 22 мая 1992, Тарту) — финский и эстонский футболист и игрок в мини-футбол, полузащитник. Выступает за сборную Финляндии по мини-футболу.

## Биография

### Футбол
Воспитанник клуба «Меркуур-Юниор» (Тарту). В юношеском возрасте перебрался в Финляндию, где занимался в клубе ТПВ (Тампере). С 2008 года выступал на взрослом уровне за «Ильвес» (Тампере) в третьем дивизионе Финляндии. В начале 2011 года перешёл в клуб высшего дивизиона Финляндии «Тампере Юнайтед», но за него сыграл только 5 матчей в Кубке Лиги, во всех выходил на замены. Основную часть сезона 2011 года провёл в клубе ТПВ в третьем дивизионе.
В 2012 году перешёл в «Калев» (Силламяэ). Дебютный матч в высшей лиге Эстонии сыграл 10 марта 2012 года против «Флоры», заменив на 75-й минуте Атса Силласте. Всего за сезон провёл 20 матчей в высшей лиге, его клуб финишировал на пятом месте.
С 2013 года в течение пяти лет снова играл за ТПВ в третьем дивизионе Финляндии. В 2019 году выступал за ЮПС («Jyväskylän Seudun Palloseura») в четвёртом дивизионе.
Выступал за сборные Финляндии младших возрастов, в том числе сыграл один матч за сборную 19-летних в отборочном турнире первенства Европы.

### Мини-футбол
С начала 2010-х годов выступал в мини-футболе (футзале), сначала за клуб ПП-70 (Тампере). Позднее перешёл в «Кампуксен Динамо» (Ювяскюля), с этим клубом становился вице-чемпионом Финляндии в сезоне 2016/17, чемпионом в сезонах 2017/18, 2018/19, 2020/21. Неоднократно входил в десятку лучших бомбардиров чемпионата.
С 2014 года выступает за сборную Финляндии по мини-футболу. Первый гол за сборную забил 11 декабря 2015 года в ворота Турции (8:2). Участник финального турнира чемпионата Европы 2022 года, на котором его команда стала четвертьфиналистом. По состоянию на начало 2022 года сыграл более 70 матчей.